# Ptilope des Salomon
Ptilinopus solomonensis
Espèce
Statut de conservation UICN

 LC  : Préoccupation mineure
Le Ptilope des Salomon (Ptilinopus solomonensis) est une espèce d’oiseaux appartenant à la famille des Columbidae.